# Гривенская
Гри́венская — станица в Калининском районе Краснодарского края. Административный центр Гривенского сельского поселения, куда также входят хутора Лебеди и Пригибский.

## География
Расположена на правом берегу реки Протоки (ответвление в дельте Кубани), в 47 км северо-западнее станицы Калининской, в 110 км северо-западнее города Краснодара. Находится в акватории Ахтарско-Гривенской системы лиманов, расстояние до Азовского моря 33 км.

## История
Дата основания куренного селения Новонижестеблиевского разнится. По Азаренковой А. С., Бондарь И. Ю., Вертышевой Н. С. оно было основано в 1815 году (по данным Вахрина С. И — в 1810 году). Вместе с тем, по данным Бентковского И. В. уже в 1808 г. Гривенская была довольно крупным куренем с 70 домами, что даёт основания полагать, что селение было основано не позднее начала XIX века. Согласно базе данных по станичным (поселковым, хуторским) атаманам, 24 марта 1795 ода в курене Новонижестеблиевском атаманом был избран Иван Кваша, то есть дата образования станицы (куреня) была не позднее 1795 года.
По данным сборника материалов по истории Кубанского Казачьего Войска 1795−1799 года, в Черномории в 1796 году бушевала чума. Надворный советник Таврических карантинов Гохфельд, который был срочно командирован для устранения чумы, следовал в 1796 году из Ачуева по реке Протоке к Гривенной, где им не было найдено этой заразы. Согласно Туренко А. М., в марте 1796 года казаки принесли из черкесских аулов моровую язву, которая разнеслась по куреням, в том числе и в Гривенский.                                                                                                                           
Станицей считается с 1842 года, когда сюда переселилась часть жителей черноморской Нижестеблиевской станицы, которая стала называться Старонижестеблиевской. Название Гривенская стало официальным не ранее 1912 года). О происхождении названия есть две версии: первая говорит о том, что название дано в честь казака по имени Грива (что нехарактерно для кубанских станиц); вторая связывает название с гривами, на которых станица вероятно была основана.
Согласно материалам Бентковского И. В., Гривенное куренное поселение на 1808 год составляло 70 дворов и 1 церковь. Также в статистических сведениях о переселенцах указано о прибытии в курень Новонижестеблиевский с 1809 года по 1810 год переселенцев из Черниговской и Полтавской губерний 298 мужчин и 252 женщины. А в 1821 году в курене Новонижестеблиевском уже проживало 2292 человека обоего пола.
По сведениям 1882 года Н. К. Зейдлица в станице Новонижестеблиевской проживало 2751 мужчина и 2771 женщина. В станице на 1882 год было: церквей 2, школа мужская 1, лавок с красным товаром 10, бакалейных заведений 15, питейных заведений 4, мукомольных мельниц 25. Базары по понедельникам и пятницам, ярмарки 2-9 мая и 8 октября.
В энциклопедическом словаре Брокгауза и Ефрона, изданным в Российской империи в 1890-1907 годах, указано описание станицы Новонижестеблиевской: «Станица Кубанской обл., Темрюкского отд.; двор. 864, жит. 7946; 2 церкви, 2 школы; усовершенствованных плугов 195 и др. орудий 157; торгово-промышленных зав. 19; фабрик и заводов 4.».
По данным Кубанских войсковых ведомостей станица Новонижестеблиевская с 1891 год по 1895 год была одной из станиц и городов, которые являлись главнейшими хлебными рынками Кубанской области.
С 1906 года и до прихода советской власти в Новонижестеблиевской (Гривенской) на берегу реки Протока находилась одна из контор пароходства «Товарищество Дицман», директор Иван Николаевич Дицман. Контора занималась торговыми операциями с зерном и товаро-пассажирским сообщением.
В августе 1920 года во время Улагаевского десанта на Кубань в станице некоторое время находился тыл Русской Добровольческой армии генерала Врангеля и штаб генерал-лейтенанта С. Г. Улагая. В это время на территории станицы Гривенской проходили ожесточенные бои с красной армией. С 1920 года по 1925 год казак Рябоконь Василий Федорович по поручению генерала С. Улагая, сформировал антисоветскую повстанческую группу базирующуюся в окрестных плавнях станицы Гривенской, которая совершала налёты на хутора и уничтожала красных активистов.

## Население
| 1939 | 1959  | 1979  | 2002  | 2010  | 2021  |
| ---- | ----- | ----- | ----- | ----- | ----- |
| 6697 | ↘6199 | ↘5952 | ↘5142 | ↘4723 | ↘4310 |

По данным переписи 1926 года по Северо-Кавказскому краю, в населённом пункте числилось 2120 хозяйств и 9690 жителей (4777 мужчин и 5213 женщин), из которых украинцы — 53,7 % или 5206 чел, русские — 45,6 % или 4418 чел.
По данным Кубанского окружного статистического отдела 1927 года в Гривенском сельсовете проживало 11340 человек, в самой станице Гривенской проживало 9652 человека. Также к станице относились такие хутора как Барабаниевка, Васильченко, Вертиевка, Высторопивка, Долгий, Крыштопивка, Шпичкиевка и др.
Часть населения станицы использует в бытовом общении язык под названием "балачка". Это диалект украинского языка смешанный с русским языком. "Балачка" это наследие от первых поселенцев казаков Запорожской сечи в конце 18 века, а также поселенцев их Черниговской и Полтавской губерний в начале 19 века.

### Известные люди
- Баранова, Мария Ефимовна (1923—1991) — советский работник сельского хозяйства, Герой Социалистического Труда.
- Гильдунин Борис Константинович (1916—1989) — участник Великой Отечественной войны, Герой Советского Союза.
- Короткий Николай Андреевич (1920—?) — участник Великой Отечественной войны, Герой Советского Союза.
- Павленко, Виктор Николаевич (род. 1962) — советский и российский политический деятель, мэр Архангельска.
- Тараненко, Яков Михеевич (1885—1943) — фольклорист, руководитель Государственного ансамбля песни и пляски кубанских казаков, ныне Кубанский казачий хор.

## Экономика
- Рисовые чеки
- Рыболовство
- Осетровый завод
- Рисовый завод
- Камышитовый завод
- Выращивание зерновых культур

Со времен основания и по настоящее время станица Гривенская славилась рыбными запасами и рыболовством. По данным Кубанских ведомостей в 1867 году в Черномории особенно выделяются две станицы Новонижестеблиевская и Петровская, которые доставляют огромный доход войсковой казне и самим этим станицам, за счет развитого рыболовства. В окрестных лиманах, реке Протоке и Азовском море в изобилии водились осетр, севрюга, сом, судак, щука, сазан, шемая, рыбец, раки и др. В 1913 году в станице работало 45 рыболовных заведений, а в советское время с станице находились крупные рыболовецкие колхозы и цеха.

## Галерея

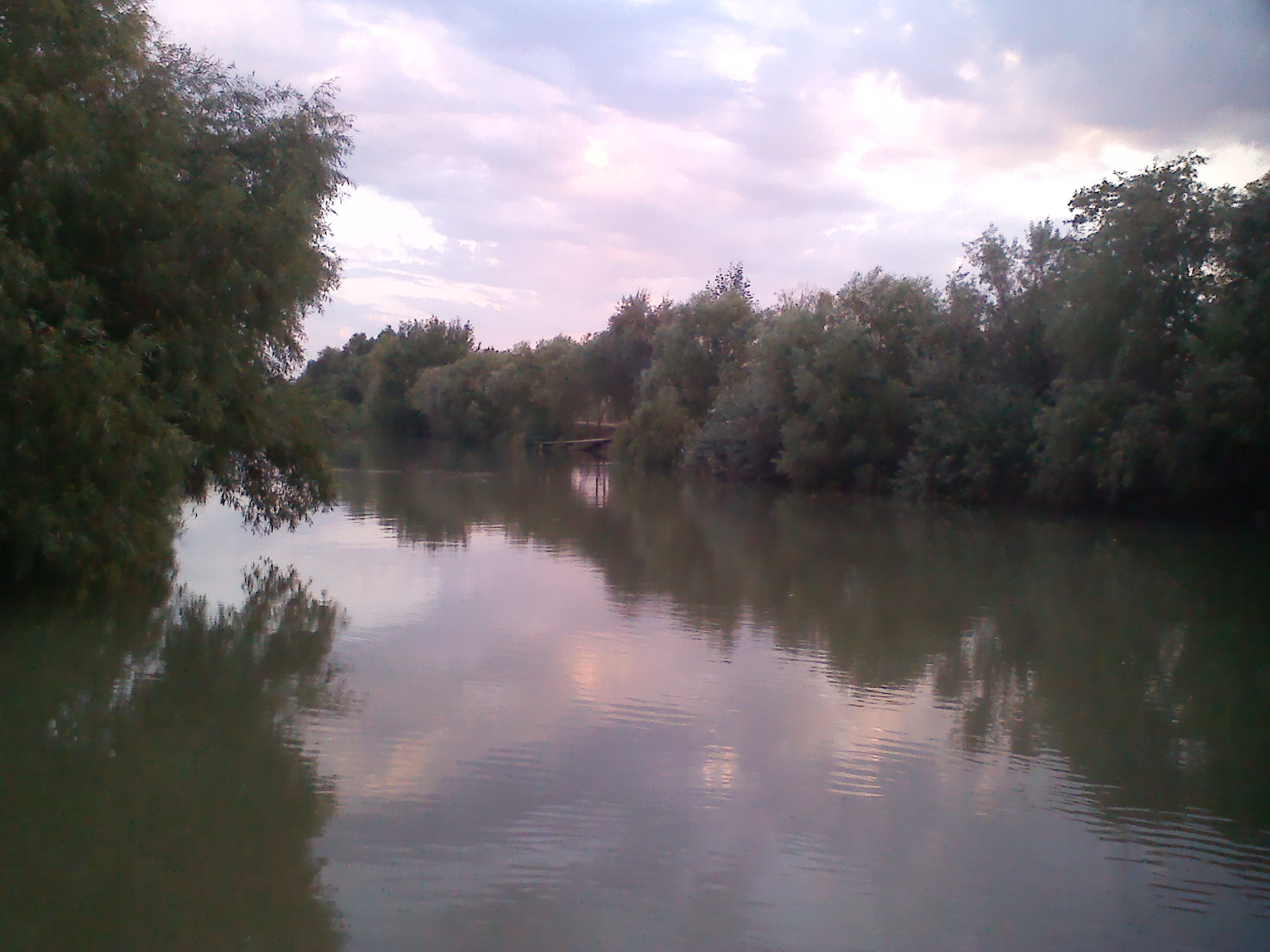